# Peter Hertel (Physiker)
Peter Hertel  (* 22. Juli 1938 in Chemnitz; † 11. Juli 2017) war ein deutscher theoretischer Physiker.
Hertel ging mit 17 Jahren aus der DDR in die Bundesrepublik und legte 1958 in Hamburg das Abitur ab. Danach studierte er Mathematik und Physik an der Universität Hamburg, war nach dem Diplom 1961 zum Studium der Elementarteilchenphysik am Imperial College London und promovierte anschließend an der Universität Wien in Theoretischer Physik mit einer Dissertation im Bereich Elementarteilchenphysik. 1964 wurde er wissenschaftlicher Assistent in Heidelberg, habilitierte sich dort 1969 und war dann zwei Jahre am CERN. Ab 1971 war er Gastprofessor an der Universität Wien (wo er mit Walter Thirring zusammenarbeitete) und ab 1975 Professor für Theoretische Physik an der damals neu aus der Pädagogischen Hochschule hervorgegangenen Universität Osnabrück. Dort war er zweimal Dekan des Fachbereichs Physik.
Er befasste sich mit unterschiedlichen Themen, zunächst theoretischer Elementarteilchenphysik, Supernovae, Stabilität der Materie (bei Walter Thirring), mit integrierter Optik und zuletzt als Mitarbeiter im überwiegend experimentellen Sonderforschungsbereich Oxidische Kristalle in Osnabrück, dessen Sprecher er mehrere Jahre war.

## Schriften (Auswahl)
- mit Heide Narnhofer, Walter Thirring: Thermodynamic functions for fermions with gravostatic and electrostatic interactions, Comm. Math. Phys., Band 28, 1972, S. 159–176, Project Euclid
- Theoretische Physik, Springer 2007
- Mathematikbuch zur Physik, Springer 2009
- Arbeitsbuch Mathematik zur Physik, Springer 2011
- Continuum Physics, Springer 2012
- Quantum theory and statistical thermodynamics : principles and worked examples, Springer 2017